# Rymer

Herb

Rymer (Remer, Rejmer) – polski herb szlachecki z nobilitacji.

## Opis herbu
Opis herbu z wykorzystaniem zasad blazonowania, zaproponowanych przez Alfreda Znamierowskiego:
W polu srebrnym mur obronny z blankami, czerwony, na którym trzy takież baszty z blankami; w nim brama, w której mąż zbrojny z mieczem w uniesionej prawicy. Klejnot: mąż zbrojny od pasa jak w godle. Labry czerwone, podbite srebrem.

## Najwcześniejsze wzmianki
Nadany Walentemu Rymerowi, rajcy krakowskiemu, 13 kwietnia 1590.

## Herbowni
Ponieważ herb Rymer był herbem własnym, prawo do posługiwania się nim przysługuje tylko jednemu rodowi herbownemu:
Rymer (Remer, Rejmer).